# Juozas Aputis
Juozas Aputis (Balčiai, 8 giugno 1936 – 28 febbraio 2010) è stato uno scrittore lituano.
Direttore della celebre rivista letteraria Metai, fu autore di apprezzati classici della letteratura lituana, tra cui si ricordano Ritorno nei campi all'imbrunire (1977), Le novelle del viandante (1985), Il formicaio in Prussia (1989) ed, ultimo, Non si può sostare sulle dune (1996).